# Edwin F. Beckenbach
Edwin Ford Beckenbach (1906-1982) est un mathématicien américain, spécialiste des inégalités. Il est cofondateur, avec
František Wolf, du Pacific Journal of Mathematics.

## Biographie
Edwin F. Beckenbach est né le 18 juillet 1906 à Oak Cliff, dans le comté de Dallas (Texas), fils d'un travailleur du cuir et par son père petit-fils d'immigrants venus d'Allemagne. En 1924, il commence des études à l'Université Rice, où il a obtenu une maîtrise en 1929 et en 1931 un Ph. D. sous la direction de Lester R. Ford. Il est chercheur postdoctoral (National Research Fellow) à l'université de Princeton, l'université d'État de l'Ohio et à l'université de Chicago. En 1933, il est instructeur à l'université Rice et à partir de 1940, professeur adjoint à l'université du Michigan. En 1942, Beckenbach devient professeur associé à l'université du Texas et à partir de 1945, professeur à part entière à l'université de Californie à Los Angeles. À l'UCLA, il a dirigé le développement du programme d'études graduées en mathématiques. Le premier doctorat en mathématiques à être délivré à cet université l'a été sous sa direction.
Beckenbach a également fait figure de pionnier dans la création, en 1948, de l'Institute of Numerical Analysis, qui était alors une branche du National Bureau of Standards. Cet institut a développé en 1948 et 1949, notamment avec Harry Huskey, un ordinateur à tubes sous vide appelé SWAC (en anglais : Standards Western Automatic Computer). À son achèvement en 1950, le SWAC a été durant une année l'ordinateur le plus rapide au monde ; il était en service, avec diverses modifications, jusqu'en 1967 à Université de Californie à Los Angeles (UCLA). En 1958/59 Beckenbach est Guggenheim Fellow à l'ETH Zürich.
En 1974, Beckenbach devient professeur émérite à l'UCLA. De 1949 à 1963, il a été consultant pour la Rand Corporation Rand Corporation, et en 1951/1952 il est professeur invité à l’Institute for Advanced Study.
En 1983, il reçoit le Distinguished Service Award de la Mathematical Association of America. Avec František Wolf, Beckenbach fonde in 1951 le Pacific Journal of Mathematics, dont il est le premier éditeur.
Il meurt le 5 septembre 1982 à Syracuse (New York). En 1983, la Mathematical Association of America fonde le prix Beckenbach, décerné à un auteur de livre distingué et novateur publié par la MAA.

## Publications
Beckenbach est connu pour ses travaux sur les inégalités ; sur ce thème, il a organisé trois colloques à Oberwolfach, en 1976, 1978, et 1981. Beckenbach est aussi coauteur de plusieurs manuels de mathématiques de niveau college, couvrant des thèmes comme l'algèbre, la trigonométrie, et la géométrie analytique. Un exemple représentatif est le livre College Algebra, coécrit entre Edwin F. Beckenbach, Irving Drooyan et Michael D. Grady (Éditeur Wadsworth), dont la 7e édition date de 1988.
Livres :
- Edwin F. Beckenbach et Richard Bellman, Inequalities, Springer Verlag, coll. « Ergebnisse der Mathematik », 1961 (1re édition), 1971 (2e édition).
- Edwin F. Beckenbach et Richard Bellman, Introduction to Inequalities, Random House, 1961.
- Edwin F. Beckenbach (éditeur), Modern Mathematics for the Engineer, McGraw Hill, 1957.
- Edwin F. Beckenbach (éditeur), Applied combinatorial mathematics, Wiley, 1964.
- Edwin F. Beckenbach, Concepts of Communication, Krieger, 1971.